# Herta Leng

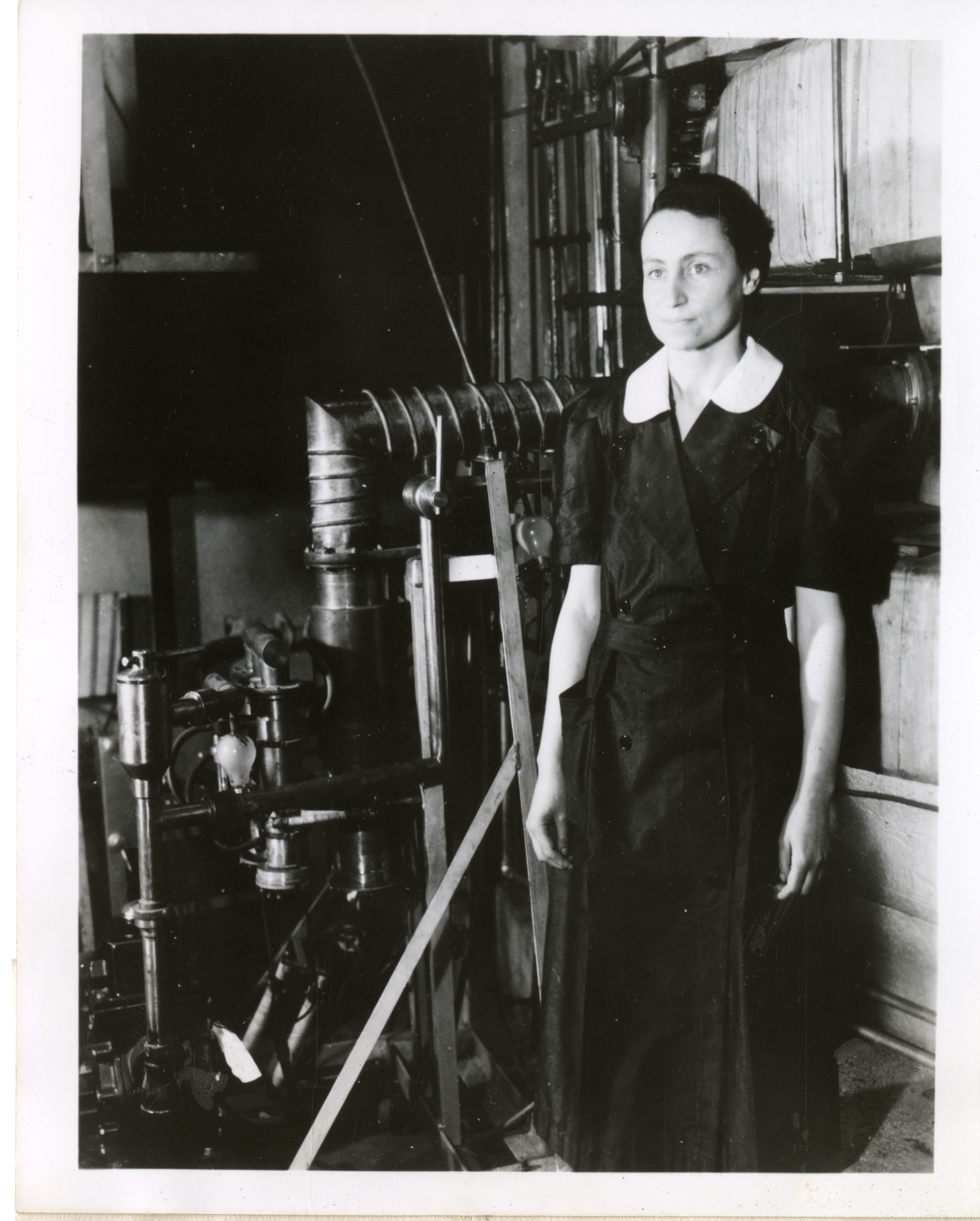
Herta Regina Leng (1940)

Herta Regina Leng (* 24. Februar 1903 in Wien, Österreich-Ungarn; † 17. Juli 1997 in Troy, New York) war eine österreichisch-amerikanische Physikerin und Hochschullehrerin.

## Leben
Sie war die Tochter von Arthur Leng und Paula Horn. Von 1922 bis 1926 studierte sie Physik und Mathematik an der Universität Wien. Sie promovierte 1926 über Adsorptionsversuche mit Radioelementen bei Stefan Meyer in Physik und absolvierte 1930 die Lehramtsprüfung. Weil der Versuch, eine Anstellung am Institut für Radiumforschung zu erlangen, scheiterte, unterrichtete sie ab 1928 als Mittelschullehrerin für Physik und Mathematik. In Wien war sie mit der Physikerin Mariette Blau befreundet.
Nach dem Anschluss Österreichs wurde sie 1938 aus dem Schuldienst entlassen. Sie flüchtete 1939 als Begleiterin mit einem von amerikanischen Quäkern organisierten Kindertransport nach England und emigrierte schließlich im November 1939 als Begleitung von 16 Flüchtlingskindern in die USA.
Mit einem Stipendium der American Association of University Women konnte sie in den USA ihre wissenschaftliche Arbeit fortsetzen. Gemeinsam mit Karl Lark-Horovitz, einem früheren Kollegen vom Wiener Radiuminstitut und inzwischen Professor an der Purdue University, und Donald Tendam forschte sie an medizinischen Anwendungen von radioaktiven Tracern. Die Grundlage dafür bot ein 1938 in Betrieb genommener Zyklotron an der Purdue University in Lafayette, Massachusetts. Ihre wichtigsten Studien betrafen die Aufnahme, Verteilung und Ausscheidung von Natrium und Kalium im menschlichen Körper, die Verteilung von Natrium und Kalium in menschlichen Blutzellen und die Analyse von magensaftresistenten Beschichtungen für Medikamente. Von 1940 bis 1943 arbeitete sie auch als Lehrerin an der Dana Hall School in Wellesley, Massachusetts.
1943 zog sie nach New York City und wurde als eine der ersten Frauen außerordentliche Professorin am Rensselaer Polytechnic Institute. Hier unterrichtete sie Physik, gründete und leitete das Unterrichtslaboratorium und wurde schließlich 1966 zur ordentlichen Professorin befördert. Sie ermeritierte 1968.
Leng war Mitglied der American Physical Society, der American Association of Physics Teachers, der American Association of University Women und von Sigma Xi. Das Rensselaer Polytechnic Institute führte 1998 in Erinnerung an die Wissenschaftlerin die Herta Leng Memorial Lecture Series ein.

## Schriften
- Helga Leng: Adsorptionsversuche an Gläsern and Filtersubstanzen nach der Methode der radioaktiven Indikatoren. In: Akademie der Wissenschaften (Hrsg.): Sitzungsberichte. Band 136, Ila, 1927, ISSN 1012-487X, S. 19–42.
- Karl Lark-Horovitz, Herta R. Leng: Radioactive indicators, enteric coatings and intestinal absorption. In: Nature. Band 147, S. 580–581.
- Karl Lark-Horovitz, Herta R. Leng: A new method of testing enteric coatings. In: Journal of the American Pharmaceutical Association. Band 32, Nr. 10, April 1942, S. 278–280, doi:10.1002/jps.3030321005.
- Elliot T. Benedikt, Herta R. Leng: On the Existence of Single Magnetic Poles. In: Phys. Rev. Band 71, 1. April 1947, S. 454, doi:10.1103/PhysRev.71.454.2.
- Herta R. Leng: Pioneer woman in nuclear science. In: American Journal of Physics. Band 59, 1. Juli 1991, S. 584, doi:10.1119/1.16774.